# Lealinți, Pernik
Lealinți (în bulgară Лялинци) este un sat în comuna Trăn, regiunea Pernik,  Bulgaria. 

## Demografie
Componența etnică a satului Lealinți
     Bulgari (100%)
     Nicio identificare (0%)
     Altele (0%)
La recensământul din 2011, populația satului Lealinți era de 30 locuitori. Din punct de vedere etnic, toți locuitorii erau bulgari.